# El Sacrificio, Durango
El Sacrificio är en ort i Mexiko.   Den ligger i kommunen Lerdo och delstaten Durango, i den centrala delen av landet, 800 km nordväst om huvudstaden Mexico City. El Sacrificio ligger 1 143 meter över havet och antalet invånare är 434.
Terrängen runt El Sacrificio är kuperad söderut, men norrut är den platt. Runt El Sacrificio är det ganska tätbefolkat, med 96 invånare per kvadratkilometer. Närmaste större samhälle är Torreón, 13,4 km öster om El Sacrificio. Omgivningarna runt El Sacrificio är i huvudsak ett öppet busklandskap.